# 소냐 에디
소냐 에디(Sonya Eddy, 1967년 6월 17일 ~ )는 미국의 배우, 성우이다. 콩코드에서 태어났다.

## 출연 작품
- 언럭키맨 (2015년)
- K-11 (2012년) - 테레사 루나 역
- Dorfman in Love (2011)
- 퍼펙트 게임 (2009년)
- 외모 (2008년) - 팜 역
- 세븐 파운즈 (2008년)
- 로스트 인 플레인뷰 (2007년) - 조이 역
- 이어 오브 더 독 (2007년)
- 그리다이언 갱 (2006년)
- 코치 카터 (2005년) - 웜의 어머니 역
- 서바이빙 크리스마스 (2004년)
- 더 써드 소사이어티 (2002년)
- Y.M.I. (2002년)
- 화려한 싱글 (2002년)
- 우리 동네 이발소에 무슨 일이 (2002년)
- 제니 프로젝트 (2001년)
- 디시 독스 (2000년)
- 투명 인간 (2000년) - 더 메이드 역
- 블래스트 (1999)
- 형사 가제트 (1999년)
- 패치 아담스 (1998년)

### 텔레비전
- 더 드류 캐리 쇼 (1995, The Drew Carey Show)
- 못말리는 번디 가족 (1995)
- 베벌리힐스 아이들 (1997)
- 머피 브라운 (1997)
- 사인펠드 (1997–98)
- 솔로몬 가족은 외계인 (1998)
- 천사의 손길 (1999)
- 길모어 걸스 (2000)
- 리지의 사춘기 (2001)
- ER (2001, 2006)
- 펠리시티 (2002)
- 탐정 몽크 (2003)
- MADtv (2003)
- 하우스 (2004)
- 조안 오브 아카디아 (2004-05)
- 말콤네 좀 말려줘 (2006)
- 제너럴 호스피털 (2006-22)
- CSI: 과학수사대 (2007)
- 위기의 주부들 (2008)
- 찰리야 부탁해 (2010)
- 글리 (2011)
- 마이크 앤 몰리 (2011)
- 투 브로크 걸스 (2012)
- 먼데이 모닝스 (2013)
- Legit (2013-14)
- 맘 (2015)
- 캐슬 (2016)
- 크레이지 엑스 걸프렌드 (2016)